# Sky Service Aviation
Sky Service Aviation fue una aerolínea española con base en el Aeropuerto de Madrid-Barajas. Ofrecía varios servicios, entre ellos el de aerotaxi. 

## Historia
Sky Service Aviation fue fundada en 1992 y se relanzó y expandió en 1999. La sede de la compañía estaba en Alcobendas, Madrid, pero también tenía oficinas en Barcelona y Palma de Mallorca.
El 18 de agosto de 2002, uno de los aviones de Sky Service Aviation, un Learjet 35A, se estrelló en el aeropuerto de Asturias. El accidente no implicó víctimas mortales.
La aerolínea fue comprada por el holding MCH de Gestair en 2005. Tras la compra, su flota se fusionó con la flota del grupo Gestair.

## Flota histórica
La flota de Sly Service Aviation constaba de las siguientes aeronaves:
| Aeronaves                 | Total | Introducido | Retirado | Matrículas           |
| ------------------------- | ----- | ----------- | -------- | -------------------- |
| Bombardier Challenger 300 | 1     | 2004        | 2005     | N125LJ (rrg. EC-JEG) |
| Bombardier Global Express | 1     | 2004        | 2005     | EC-IUQ               |
| Cessna 525 CitationJet    | 2     | 2003        | 2005     | EC-HVQ y EC-IRB      |
| Dassault Falcon 900       | 2     | 2000        | 2005     | EC-HNU y EC-HHK      |
| Eurocopter EC120 Colibri  | 4     | ??          | 2005     | ??                   |
| Learjet 35                | 1     | 2003        | 2005     | EC-IIC               |
| Learjet 55                | 1     | 2003        | 2005     | EC-INS               |
| Piper PA-34 Seneca        | 1     | 1992        | c. 1995  | EC-EUN               |